# كريستيان غونزاليس (لاعب كرة قدم مواليد 1996)
كريستيان غونزاليس (بالإسبانية: Cristian Marcelo González)‏ هو لاعب كرة قدم أوروغواياني في مركز الدفاع، ولد في 23 يوليو 1996 في مونتيفيديو في الأوروغواي. شارك مع منتخب الأوروغواي تحت 20 سنة لكرة القدم. أما مع النوادي، فقد لعب مع نادي دانوبيو.

## وصلات خارجية
- كريستيان غونزاليس (لاعب كرة قدم مواليد 1996) على موقع الاتحاد الدولي (مؤرشف)  (الإنجليزية)
- كريستيان غونزاليس (لاعب كرة قدم مواليد 1996) على موقع قاعدة بيانات كرة القدم.إي يو (الإنجليزية)
- كريستيان غونزاليس (لاعب كرة قدم مواليد 1996) على موقع Soccerway.com (الإنجليزية)
- كريستيان غونزاليس (لاعب كرة قدم مواليد 1996) على موقع عالم كرة القدم.نت (الإنجليزية)
- كريستيان غونزاليس (لاعب كرة قدم مواليد 1996) على موقع AS.com (الإسبانية)